# جیم قلعه
جیم قلعه (به لاتین: Jim Qalʽeh) یک منطقهٔ مسکونی در افغانستان است که در ولایت بامیان واقع شده‌است.